# 玉夫座Z
玉夫座Z，又名CD-34 224，HD 3735、SAO 192663、HR 170，是玉夫座的一颗恒星，视星等为6.69，位于銀經322.13，銀緯-82.73，其B1900.0坐标为赤經0h 35m 2.6s，赤緯-34° -82.73′ 28″。